# Nita Proseová
Nita Proseová, vl. jménem Nita Pronovost (nepřechýleně Nita Prose; * 1972, Ontario) je kanadská spisovatelka, knižní redaktorka a ředitelka nakladatelství. Je autorkou detektivních románů s psychologickým podtextem. Pozornost vzbudil již její debut Pokojská (The Maid, 2022, česky 2022 v překladu Lenky Tiché), detektivní román, jehož se celosvětově prodalo přes milion výtisků ve více než čtyřiceti zemích.

## Život
Číst se naučila už ve třech a půl letech. Po absolvování univerzity v Torontu pracovala jako učitelka žáků se speciálními potřebami. Obdivovala sílu a statečnost, s níž se vyrovnávají s předsudky okolí. Tyto hendikepy, ale i dovednosti daly základ postavě Molly, hlavní hrdince z románu Pokojská.
Proseová ve vzdělání pokračovala na Ryersonově univerzitě, kde vystudovala program nakladatelská studia. Pracovala pro nakladatelství Harper Collins v Torontu, kde začínala jako produkční redaktorka a vypracovala se až na vedoucí redaktorku. V nakladatelství Penguin se stala senior editorkou, poté se dostala do nakladatelství Simon Schuster, kde v současné době[kdy?] pracuje jako ediční ředitelka a viceprezidentka společnosti.
O svém prvním románu dlouho pochybovala a o názor nejprve žádala malé literární agenty. Až poté poslala román agentce Madeleine Milburnové, o kterou opravdu stála. Ta jej přijala.
Psaní knih se věnuje vedle svého zaměstnání. Žije s rodinou, partnerem a mopslíkem Theem v kanadském Torontu.[zdroj?]

## Dílo
Její prvotina Pokojská se stala bestsellerem č. 1 New York Times, byla vybrána do knižního klubu Good Morning America a získala cenu Ned Kelly Award for International Crime Fiction. Hlavní hrdinka, svérázná pokojská Molly, je prototypem sociálně neobratné samotářky, která v sobě objeví schopnost vnímat to, co ostatním zůstává skryté.
The Mystery Guest (2023) je pokračováním knihy Pokojská. Děj se odehrává v hotelovém prostředí známém z její románové prvotiny, ale dostává se více do Mollyiny minulosti, kde se snad skrývá tajemství její svérázné výchovy.
Proseová publikovala také detektivní povídku Murder at the Royal Ruby (2023, e-book a audiokniha).